# Курантдукат

Курантдукат 1714 года

Курантдукат — золотая монета Дании XVIII столетия. Особенность курантдукта состояла в уменьшенном по сравнению с полновесными дукатами содержании благородного металла.
Первые выпуски 1714—1717 годов обусловлены денежными трудностями во время Северной войны (1700—1721). Курантдукат весил 2,87 г золота 875-й пробы. Из одной марки 21-каратного золота надлежало выпускать 81,5 курантдукатов. Официально монета была эквивалентной 2 риксдалерам или 12 датским маркам. Реальная стоимость металла не соответствовала номинальной. Сразу по окончании Северной войны (1700—1721) стоимость курантдуката снизили до 11 датских марок.
Через полстолетия Дания была вынуждена вернуться к порче монеты и чеканке контрдукатов. Это было вызвано, как тяжёлым финансовым положением, так и предполагаемой войной с Российской империей во времена правления Петра III. Вес курантдукатов второго выпуска был большим чем первого. Из одной марки 21-каратного (875-й пробы) золота выпускали 75 монет весом 3,118 г. Их чеканили в 1757—1763, 1765, 1781—1783 и 1785 годах.